# MECAR PSS-RFL-40BT 5.56 mm
PSS-RFL-40BT 5.56 mm – belgijski nasadkowy granat dymny produkowany przez firmę MECAR SA.
Granat PSS-RFL-40BT 5.56 mm może być miotany przy pomocy dowolnego karabinu kalibru 5,56 mm z urządzeniem wylotowym o średnicy 22 mm, przy pomocy naboju ostrego (granat jest wyposażony w pułapkę pociskową). W 3 s po wystrzeleniu (na wysokości ok. 65 m) z granatu wyrzucany jest spadochron z zawieszoną świecą dymną (czerwoną, zielona lub żółtą).